# Сатсума (Алабама)
Сатсума (енгл. Satsuma) град је у америчкој савезној држави Алабама. По попису становништва из 2010. у њему је живело 6.168 становника.

## Демографија
Према попису становништва из 2010. у граду је живело 6.168 становника, што је 481 (8,5%) становника више него 2000. године.
| Група             | 2000.         | 2010.         |
| Белци             | 5.310 (93,4%) | 5.439 (88,2%) |
| Афроамериканци    | 287 (5,0%)    | 489 (7,9%)    |
| Азијати           | 14 (0,2%)     | 39 (0,6%)     |
| Хиспаноамериканци | 33 (0,6%)     | 67 (1,1%)     |
| Укупно            | 5.687         | 6.168         |